# 外交政策
外交政策（がいこうせいさく、英: Foreign policy）は、外交交渉を戦略的、効率的に行うために立案される総合的な対外政策である。主に国家の安全保障、経済的利益その他国益の保持・最大化を主として策定される外交戦略に基づいて立案され、実行される。

## 概説
国家にとって生存、平和、繁栄、独立を求めることは当然であるが、その国内、国外情勢はさまざまである。すなわちそれぞれの国家にそれぞれの適切な国家戦略があると考えられる。その国家戦略を達成するための対外的な戦略が外交戦略であり、その外交戦略を実際に実現するのが外交政策である。
外交政策はその安全保障や国際経済の環境を改善し、緊急事態においては危機管理を行う。

## 分類

### 抑止政策
抑止政策 (deterrence policy) とは、安全保障において優れた軍事力を維持することにより、戦争を起こして期待できる戦果がコストとリスクを上回ることがないと相手に判断させ、そのことにより戦争を回避する外交政策である。
しかし、この抑止をより確実に成功させるためには外交的アプローチが欠かせない。なぜなら、相手に攻撃するコストとリスクを認識させるためには、相手に確実に自分が断固として自国の国益を防衛する意思があることを伝える必要があるからである。ただし、「本当に国益を防衛する意思」と「実際に国益を防衛する能力」の2つを備えなければ、上記の意思の伝達は有効性を持たない。

### 封じ込め政策
敵対的な国家が勢力圏を拡張し、また政治力を増加することを防ぐ目的で、政治的・軍事的・外交的・経済的に孤立化させる外交政策である。1947年、X論文によってその概念が広く知られるようになり、米国の対ソ外交政策の主な手法として取り入れられることとなった。

### 善隣政策
善隣政策とは、近隣する外国との友好的な関係や協力的な関係を強化することを目的とした外交政策である。

### 関与政策
関与政策 (engagement) とは、それほど敵対的ではない国家に対して、こちらの思想、政策を理解させ段階的に同調させていく外交政策である。取り込み政策とも言う。冷戦後の新しい概念であり、相手国を軍事力で威圧するなどの手段ではなく、ソフト・パワーを以って穏やかに市場経済や民主主義の利点を伝えることによって、理解を促進していくところに特徴がある。

### 強制外交
強制外交とは、相手国に敵対行動をとらせないように限定的な軍事力や威嚇を用いる外交政策である。場合によって砲艦外交や棍棒外交とも言う。これは軍事力を用いて強制を行うことではなく、軍事力を用いることで各種外交交渉を有利に進める外交政策である。
例えばフォークランド紛争においてはイギリスは軍事力の行使をエスカレートさせる前に、アルゼンチンに敵対行動を撤回するチャンスを与える外交政策を展開した。

## 政策決定過程モデル
外交政策の決定過程にはいくつかのモデルが掲示されている。中でも政治学者グレアム・アリソンが「市民はどのように政府の行動を理解すべきか」という問題に答えるために、キューバ危機の事例を用いてモデル化した3つの外交政策決定過程モデルが有名である。

### 合理的行為者モデル
合理的行為者モデルは、問題認識及び問題評価の客観性、国家的利益の選定や優先順位についての国内的な了解、国益達成のための全ての手段が提示されること、費用対効果から考えて便益最大化の手段が選択されること、という前提に基づき対外政策は合理的に行われるというモデルである。合理モデルとも言う。
ただし、客観性や国内的要因の点で上記の前提と政策決定の現場の状況は異なっており、また合理的行為者モデルで重大な国益という概念についても、客観的な観点から評価することは難しいと考えられている。

### 組織過程モデル
組織過程モデルとは、政府は複数の組織が上下に連結している緩やかな連合的組織集団であり、個々の下部組織が既存の手順に基づいて独自に遂行する行動が政府としての政策を決定しているというモデルである。
その特徴には2つあると考えられている。
1. 下部組織は課題設定、選択肢選定、結果予測、結果評価、政策選択という流れに基づいて決定する。
2. 下部組織は外部刺激に対して受動的、反応的に決定を行う。また組織過程モデルによると政策決定の形態には3つの形態があり、1つは組織は過去の決定を反復する形態、第2に組織は矛盾する2つ以上の決定を行う形態、第3には組織は重複する2つ以上の決定を行う形態である。

### 政府内政治モデル
政府内政治モデルとは、組織を人間集団として考え、政策決定は組織における人間が各々の任務、目的を達成するためにそれぞれの政治的資源（権限、知識、カリスマ性）を用いて駆け引きを行った結果であるというモデルである。組織構成員の行動の特徴としては、自らの地位を最大限に利用する自己利益と考えること、自らの利益を実現する機会を捜し求めていることなどがあげられる。
ただし、アリソン・モデルは危機的状況を事例としているため政府内に限られたモデルとなっている。実際の外交政策過程には政府外の諸要素（国内、国外）も大きくかかわっているため、それぞれに着目した分析枠組みが検討されている。具体的には「相互浸透モデル」や「二層ゲーム（two-level game）」、「戦略的相互依存（strategic interdependence）があり、問題に応じて分析枠組みを選択する必要がある。